# Jacob Fearnley
Jacob Fearnley (* 15. Juli 2001 in Edinburgh) ist ein britischer Tennisspieler aus Schottland.

## Karriere
Fearnley spielte bis 2019 auf der ITF Junior Tour. Dreimal nahm er an einem Grand-Slam-Turnieren der Junioren teil und sein bestes Resultat dort war das Erreichen des Doppel-Viertelfinals 2019 in Wimbledon. Bei der dritthöchsten Turnierkategorie Grade 1 war er zudem einmal im Einzel und zweimal im Doppel erfolgreich. In der Junioren-Rangliste kam er dadurch bis auf Platz 27.
Bei den Profis spielte Fearnley 2019 das erste Mal erfolgreich: Auf der drittklassigen ITF Future Tour zog er bei seiner zweiten Teilnahme das erste Mal in ein Endspiel ein. Er platzierte sich in der Weltrangliste außerhalb der Top 1000, im Doppel kam er 2018 ebenfalls zu ersten Punkten. 2020 begann er ein Studium an der Texas Christian University, für die er auch College Tennis spielte. Zweimal wurde er zum All-American, die Auswahl der besten Spieler, im Doppel gewählt. Nach über drei Jahren Pause nahm Fearnley erst 2023 wieder vereinzelt an Turnieren teil. Im Einzel zog er durch einen Future-Titel das erste Mal in die Top 1000 ein, während er im Doppel besonders überraschte. Ohne jegliche Weltranglistenpunkte startete er mit Johannus Monday dank einer Wildcard bei seinem zweiten Turnier der ATP Challenger Tour in Nottingham. Auf dem Weg zum Titel dort schlugen sie zwei Top-100-Paarungen. Einen Monat später wurde die Paarung auch mit einer Wildcard für Wimbledon belohnt, wo sie zum Auftakt wie schon zuvor André Göransson und Ben McLachlan besiegten. In der zweiten Runde schieden sie gegen die Setzlistensechsten Rohan Bopanna und Matthew Ebden aus. Im Oktober 2023 gewann Fearnley zudem den ersten Titel auf der Future-Ebene. In der Weltrangliste sprang er auf Rang 270.

## Erfolge
| Legende (Anzahl der Siege) |
| Grand Slam                 |
| ATP Finals                 |
| ATP Tour Masters 1000      |
| ATP Tour 500               |
| ATP Tour 250               |
| ATP Challenger Tour (5)    |

### Einzel

#### Turniersiege
| Nr. | Datum              | Turnier    | Belag         | Finalgegner   | Ergebnis       |
| --- | ------------------ | ---------- | ------------- | ------------- | -------------- |
| 1.  | 16. Juni 2024      | Nottingham | Rasen         | Charles Broom | 4:6, 6:4, 6:3  |
| 2.  | 11. August 2024    | Lincoln    | Hartplatz     | Coleman Wong  | 6:4, 6:2       |
| 3.  | 15. September 2024 | Rennes     | Hartplatz (i) | Quentin Halys | 0:6, 7:65, 6:3 |
| 4.  | 29. September 2024 | Orléans    | Hartplatz (i) | Harold Mayot  | 6:3, 7:65      |

### Doppel

#### Turniersiege
| Nr. | Datum         | Turnier    | Belag | Partner         | Finalgegner              | Ergebnis          |
| --- | ------------- | ---------- | ----- | --------------- | ------------------------ | ----------------- |
| 1.  | 17. Juni 2023 | Nottingham | Rasen | Johannus Monday | Liam Broady Jonny O’Mara | 6:3, 6:76, [10:7] |